# Hexatoma (Eriocera) saturata
Hexatoma (Eriocera) saturata is een tweevleugelige uit de familie steltmuggen (Limoniidae). De soort komt voor in het Nearctisch gebied.